# Fuhai
Fuhai (léase Fu-Jái; en chino, 福海县; pinyin, Fúhǎi xiàn; literalmente, ‘mar de la felicidad’) también conocida por su nombre kazajo de Burultokay (en kazajo: Бурылтоғай, romanizado: Býryltoǵaı, lit. 'jungla colorida'; en chino, 布伦托海; pinyin, Bùlúntuōhǎi) es un condado bajo la administración directa de la Prefectura Altái en la Región autónoma de Sinkiang, República Popular China. Su área es de 33 261 km² y su población total para 2010 superó los 80 mil habitantes.

## Administración
Desde octubre de 2019, el condado Fuhai se divide en 6 pueblos que se administran en 3 poblados y 3 villas.